# (7671) Albis
(7671) Albis (1995 UK1) – planetoida z pasa głównego asteroid okrążająca Słońce w ciągu 3 lat i 91 dni w średniej odległości 2,19 j.a. Została odkryta 22 października 1995 roku.